# Eric Hobsbawm
Eric John Ernest Hobsbawm (9. června 1917, Alexandrie – 1. října 2012, Londýn) byl britský historik marxistické orientace.

## Biografie
Narodil se v židovské rodině z egyptské Alexandrie, která se v jeho dvou letech přestěhovala do Vídně, posléze do Berlína. Odtud uprchl před Hitlerem do Británie, kde vystudoval historii na univerzitě v Cambridgi. Poté se účastnil bojů druhé světové války. Po válce nastoupil na Birkbeck College, která je součástí Londýnské univerzity a věnoval se zde výuce, především postgraduálnímu studiu. Zde se stal nakonec prezidentem.
Byl členem Komunistické strany Velké Británie, kde po roce 1968 podporoval tzv. eurokomunistickou frakci, která podpořila pražské jaro 1968 a odsoudila invazi vojsk Varšavské smlouvy do Československa. V 80. letech se však sblížil s britskou Labour party, pracoval v intelektuálním týmu Neila Kinnocka, který se pokoušel stranu vyvést z krize a defenzívy. Tonyho Blaira však později odmítl jako „Thatcherovou v kalhotách“.

## Činnost
Zabýval se především obdobím vzniku industriálního kapitalismu a 19. stoletím (The Age of Revolution, The Age of Capital, The Age of Empire), napsal ale i známou práci The Age of Extremes věnovanou století dvacátému. Hojně citována je též jeho kniha The Invention of Tradition (napsaná spolu s Terencem Rangerem), kde nastolil tezi, že většina „tradic“ je v moderní společnosti uměle zkonstruována k aktuálním účelům, především pro potřeby udržení moderního národa, který je v jeho („gellnerovském“) pohledu bytostně spjat s potřebami industriální společnosti a je poměrně nedávnou kategorií.
Vedle svých historických prací publikoval Hobsbawm také jazzové kritiky v časopise New Statesman. Pod pseudonymem Francis Newton vydal také knihu Jazzová scéna (1959).

## Dílo
- Primitive Rebels. Studies in Archaic Forms of Social Movement in the Nineteenth and Twentieth Centuries (1959)
  - Primitivní rebelové. Praha: Academia 2023. Překlad Martin Štefl. ISBN 978-80-200-3206-5.
- The Age of Revolution: Europe 1789–1848 (1962)
- The Age of Capital: 1848–1875 (1975)
- The Age of Empire: 1875–1914 (1987)
- The Age of Extremes: The Short Twentieth Century, 1914–1991 (1994)
  -  Věk extrémů: Krátké 20. století 1914–1991. Překlad J. Pečírková a P. Štěpánek. 1. vyd. Praha: Argo, 1998. 620 s. ISBN 978-80-257-0302-1.
- Nations and Nationalism Since 1780: Programme, Myth, Reality (1991)
  -  Národy a nacionalismus od roku 1780 : program, mýtus, realita. Překlad Pavel Pšeja. 1. vyd. Brno: Centrum pro studium demokracie a kultury, 2000. 207 s. ISBN 80-85959-55-0.
- Globalisation, Democracy and Terrorism (2007)
  -  Globalizace, demokracie a terorismus. Překlad Pavel Pšeja. 1. vyd. Praha: Academia, 2009. 134 s. ISBN 978-80-200-1725-3.
- The Jazz Scene (1959)
  - Jazzová scéna. Praha: Supraphon 1973 (pod jménem Francis Newton)